# Рокка-Сан-Кашіано
Рокка-Сан-Кашіано (італ. Rocca San Casciano) — муніципалітет в Італії, у регіоні Емілія-Романья,  провінція Форлі-Чезена.
Рокка-Сан-Кашіано розташована на відстані близько 250 км на північ від Рима, 65 км на південний схід від Болоньї, 25 км на південний захід від Форлі.
Населення — 1953 особи (2014).

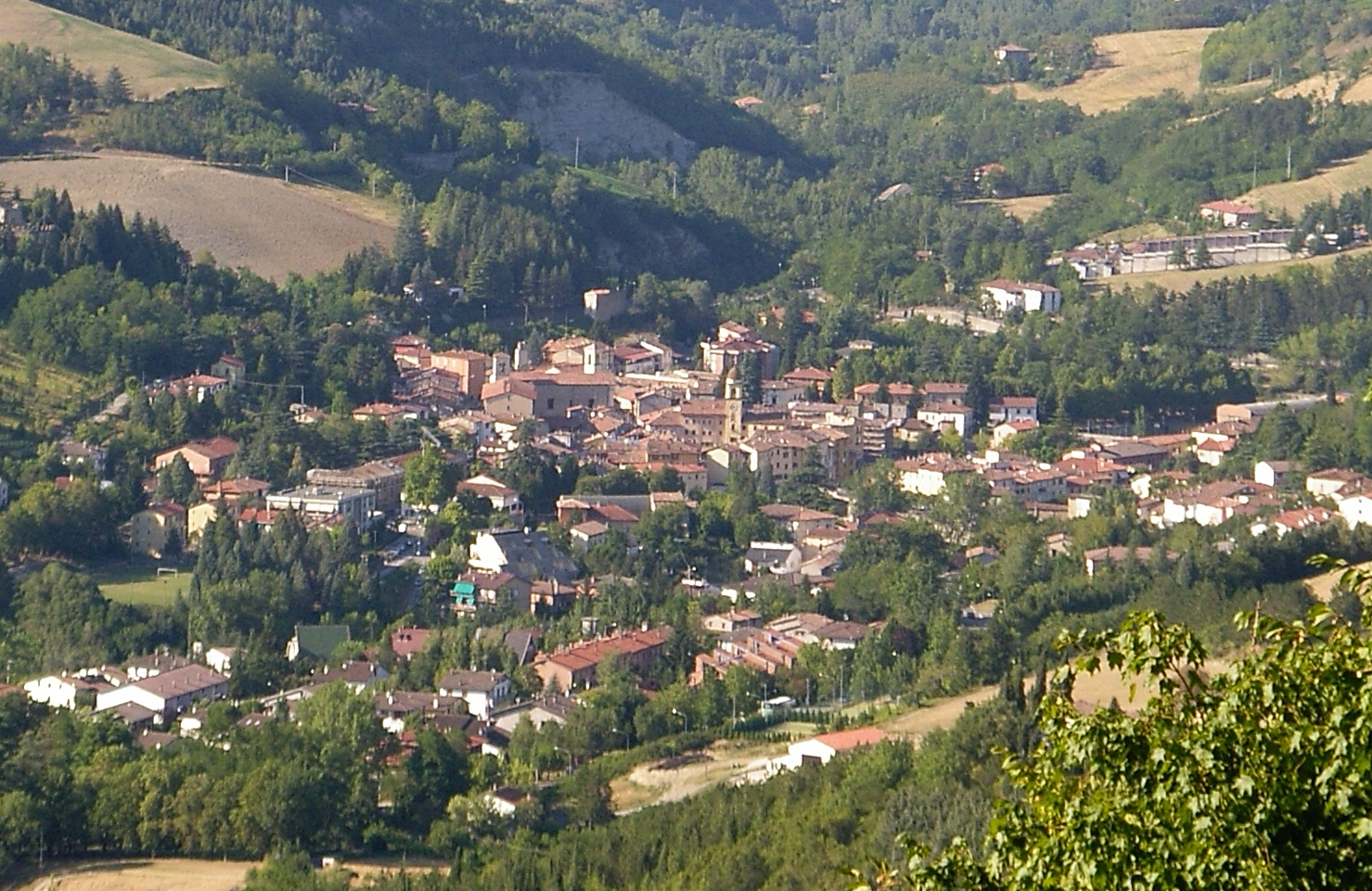

Щорічний фестиваль відбувається 13 серпня. Покровитель — San Cassiano di Imola.

## Демографія
Населення за роками:

Станом на 1 січня 2023 року в муніципалітеті офіційно проживало 137 іноземців з 30 країн, серед них 27 громадян країн Євросоюзу та 3 громадяни України.

## Сусідні муніципалітети
- Довадола
- Галеата
- Модільяна
- Портіко-е-Сан-Бенедетто
- Предаппіо
- Премількуоре
- Тредоціо